# Aldeno
Aldeno és un municipi italià, dins de la província de Trento. L'any 2007 tenia 3.000 habitants. Limita amb els municipis de Besenello, Cimone, Garniga Terme, Nomi, Pomarolo iTrento

## Administració
| Període | Identitat     | Partit        |
| ------- | ------------- | ------------- |
| 2005-   | Daniele Baldo | Llista cívica |